# Ronald Coase
Ronald Harry Coase (/ˈkoʊz/; 29 tháng 12 năm 1910 – 2 tháng 9 năm 2013) là nhà kinh tế và tác giả người Anh. Ông là Giáo sư danh dự Clifton R. Musser tại trường luật đại học Chicago. Sau khi nghiên cứu với chương trình mở rộng của đại học London giai đoạn 1927–29, Coase học Trường Kinh tế London, tại đây ông đã học với Arnold Plant. Ông nhận giải Nobel Kinh tế năm 1991.
Coase được biết đến với hai bài nổi tiếng: "Bản chất của Công ty" (1937), trong đó giới thiệu các khái niệm về chi phí giao dịch để giải thích bản chất và giới hạn của các công ty, và "Vấn đề chi phí xã hội" (1960) cho thấy rằng quyền sở hữu rõ ràng có thể vượt qua những vấn đề của yếu tố bên ngoài. Coase cũng thường được gọi là "cha đẻ" của cải cách trong chính sách phân bổ phổ điện từ dựa trên bài viết "Ủy ban Truyền thông Liên bang" (1959), trong đó ông chỉ trích về li-xăng phổ tần, cho thấy quyền sở hữu hiệu quả hơn khi ấn định phổ tần cho người dùng. Ngoài ra, cách tiếp cận chi phí giao dịch của Coase hiện đang có ảnh hưởng trong các tổ chức kinh tế hiện đại, do Oliver E. Williamson giới thiệu lại.

## Các ấn phẩm
- "The Nature of the Firm", Economica, 4 (16): 386–405, doi:10.1111/j.1468-0335.1937.tb00002.x+++year=1937
- "The Problem of Social Cost", Journal of Law and Economics, 3 (1): 1–44, doi:10.1086/466560++year=1960
- "Durability and Monopoly", Journal of Law and Economics, 15 (1): 143–149, 1972, doi:10.1086/466731
- "The Lighthouse in Economics", Journal of Law and Economics, 17 (2): 357–376, 1974, doi:10.1086/466796
- "The Institutional Structure of Production", American Economic Review, 82 (4): 713–719, 1992. (Nobel Prize lecture)
- "The Conduct of Economics: The Example of Fisher Body and General Motors", Journal of Economics & Management Strategy 15 (2), 2006: 255–278.
- "The Industrial Structure of Production: A Research Agenda for Innovation in an Entrepreneurial Economy", with Ning Wang, Entrepreneurship Research Journal 2 (1), 2011.
- How China Became Capitalist (2012) co-authored with Ning Wang. Palgrave Macmillan. ISBN 1137019360.